# Kayla Sanchez
Kayla Sanchez (7 de abril de 2001) é uma nadadora canadense, medalhista olímpica.

## Carreira
Sanchez conquistou a medalha de prata nos Jogos Olímpicos de Verão de 2020 em Tóquio na prova de revezamento 4×100 m livre feminino, ao lado de Rebecca Smith, Maggie Mac Neil, Penny Oleksiak e Taylor Ruck, com a marca de 3:32.78.